# شهرک شهید بهشتی (تهران)
شهرک شهید بهشتی شهرکی پهناور و بزرگ است که در دوران قبل انقلاب « قصر فیروزه ۲ » نام داشته است در منطقه ۱۴  تهران واقع شده است.
این شهرک دارای ۱۶۰ بلوک ۴۰ واحدی (برخی از آنها ۶۰ واحدی) و ۹ مدرسه و ۲ بوستان میباشد.